# 石合鄉
石合鄉，是四川省鄰水縣下轄的一個鄉級行政單位。

## 沿革[1]
- 1953年4月24日，第九區(石永區)公所從石永鄉划出一部分，增建石合鄉人民政府。1956年1月16日，石合鄉併入石永鄉，石合鄉人民政府撤銷。